# Harcourt Brown
Pour les articles homonymes, voir Brown.
Newton Price Harcourt Brown (1900-1990) est un historien des sciences canadien. Il a notamment travaillé sur les écrits de Voltaire et du grand siècle.

## Biographie
Harcourt Brown est né à Toronto le 30 mai 1900, le fils de Newton Harcourt Brown (1874-1946). Il étudie à l'Université de Toronto où il obtient ses diplômes de Bachelor of Arts (UC, 1925) et Master of Arts (1926) en langues modernes. Il obtient ensuite son doctorat à l'Université Columbia en 1934. Il est professeur à l'Université Brown, à Providence, Rhode Island. 
Il vit à Kingston et enseigne à l'Université Queen’s de 1926 à 1929. En 1927 il épouse Elizabeth Stacey (1902-1986), de Toronto. 
Il meurt à Winnipeg le 17 novembre 1990.
Il est président de l'History of Science Society (1951–1952).

## Publications
- Science and the Human Comedy - Natural Philosophy in French Literature from Rabelais to Maupertuis (University of Toronto Press, Scholarly Publishing Division).
- Un cosmopolite du grand siècle : Henri Justel, dans Bulletin de la Société de l'histoire du protestantisme français : études, documents, chronique littéraire, 1933, p. 187-201 (lire en ligne).
- (en) Scientific Organizations in 17th Century France, New York, Russell & Russell, 1967, 306 p..
- «The Scientific organizations in seventeenth century France : 1620-1680», dans History of Science Society. Publications, New series, no 5, Baltimore, Williams & Williams, 1934, p. 161-184, ch. VIII, « The Conferences of Henry Justel ».
- avec André Graindorge, L'Académie de physique de Caen (1666-1675), Caen, Ch. Le Tendre, 1938.